# 上海快车
《上海快车》（英語：Shanghai Express）是一部於1932年上映的美国前法典荷里活电影，主要讲述国共内战期間火车上的一群乘客（其中就包括由瑪蓮娜·迪特利扮演的白人妓女上海百合）被民国军阀常將軍扣为人质的故事。最終常將軍被華人妓女惠菲（黄柳霜扮演）殺死，上海百合被解救。該影片的劇情大致取材自临城劫车案。該電影由约瑟夫·冯·斯腾伯格执导，瑪蓮娜·迪特利希、克莱夫·布鲁克、黄柳霜和华纳·奥兰德等人主演。該電影的剧本由朱利斯·福斯曼撰寫，電影故事劇情改編自哈里·赫威1931年創作的一篇短篇小说。李·加姆斯憑藉這部電影獲得第5屆奧斯卡金像獎奧斯卡最佳攝影獎。
該影片在德國上映後引發當地的中國留學生不滿，有中國留學生認為該影片在侮辱華人。於是有人呼籲國民政府銷毀該影片。中華民國的电影检查委员會於是要求派拉蒙影業十日内召回出租的拷贝，并同底片一起销毁，不過派拉蒙影業拒絕服從。电影检查委员會决定停检派拉蒙进入中国市场的影片，不颁发其准演执照。派拉蒙影業一度保证不再摄制类似会被看作伤害中国人民尊严的影片。不過後來电影检查委员會决定再给派拉蒙2个月的时间来收回上海快车，但派拉蒙影業依舊未執行。最終派拉蒙停检措施不了了之。

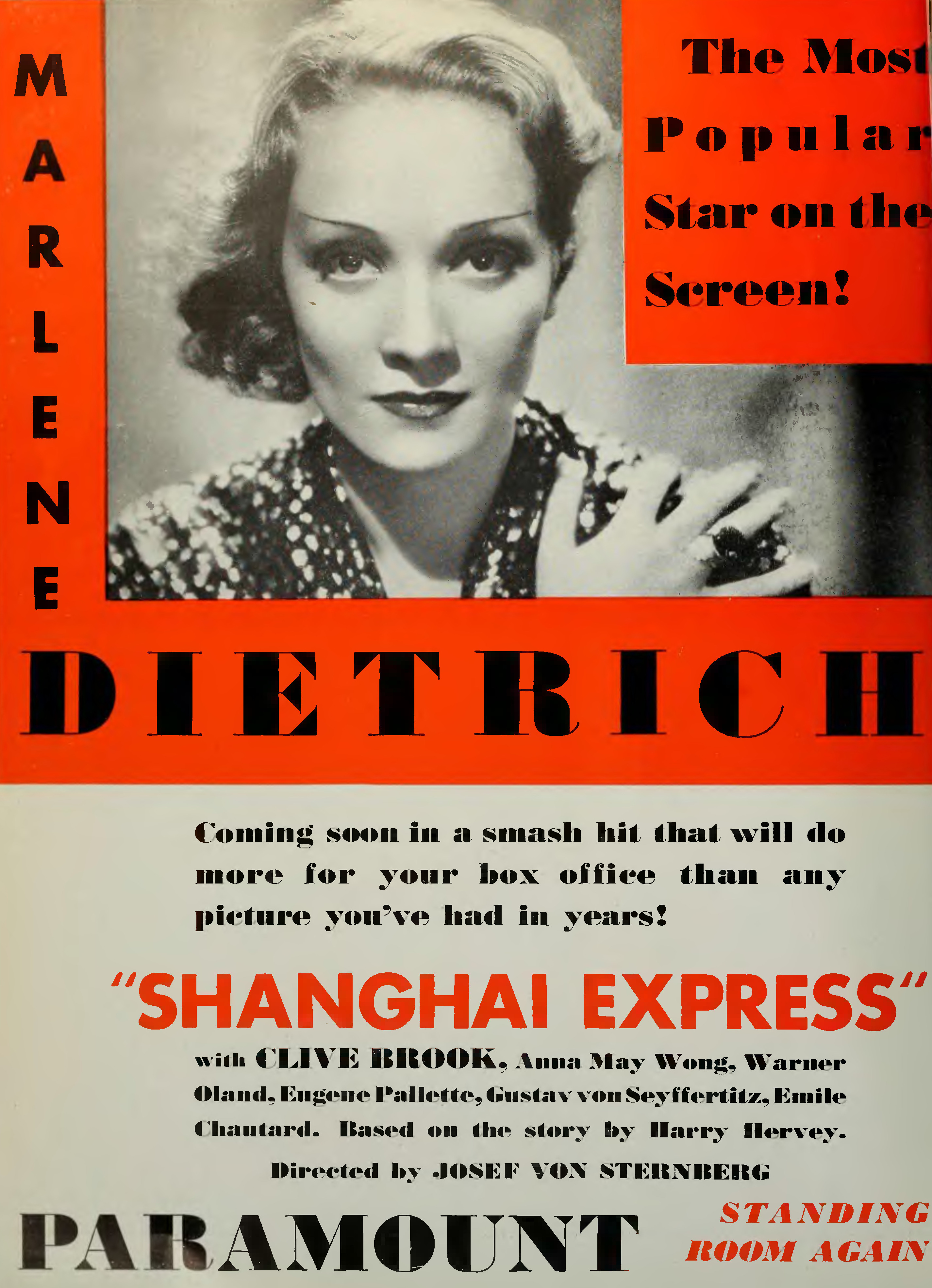
1932年的上海快车广告

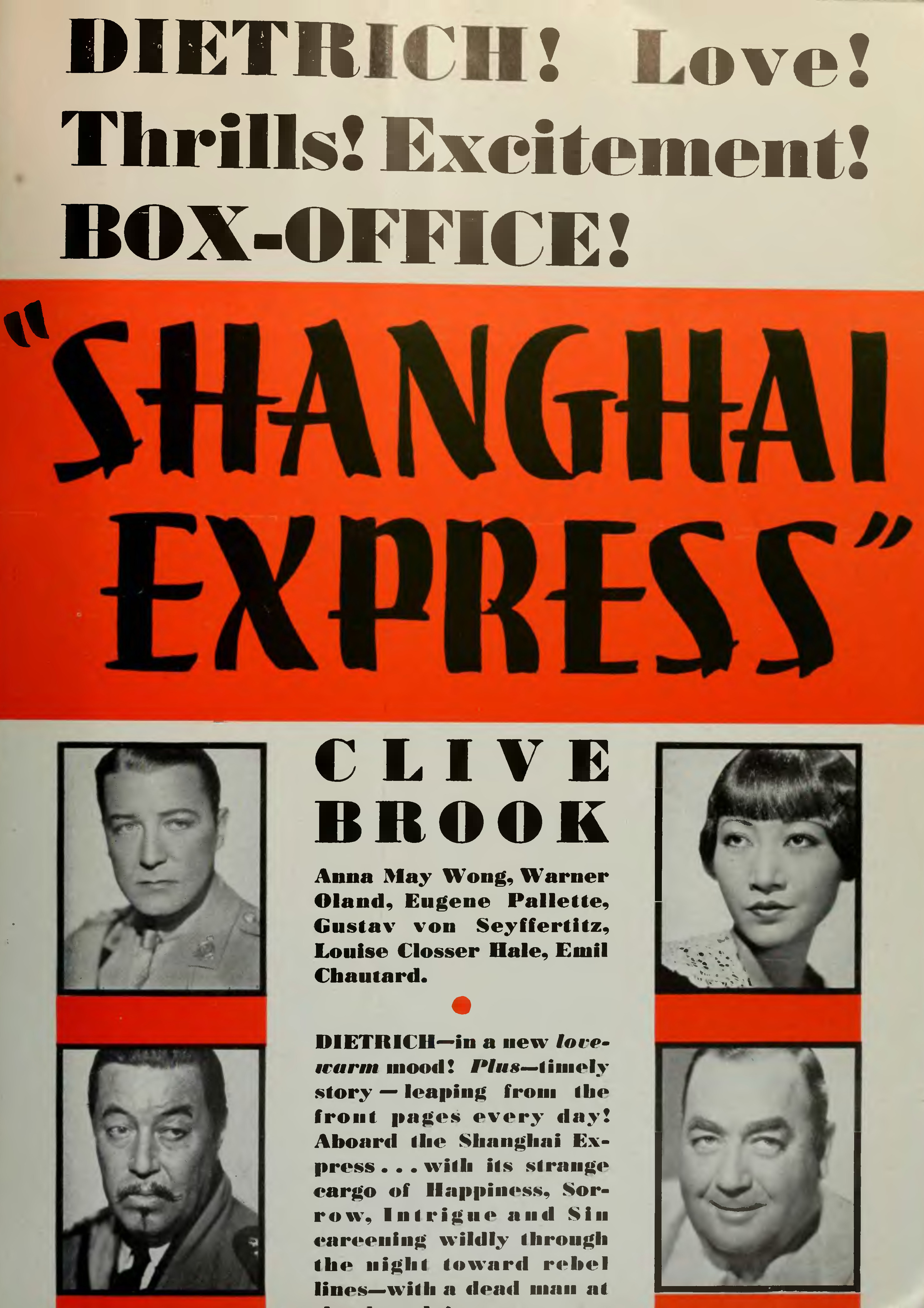
1932年的上海快车广告

### 延伸閱讀
- Dixon, Wheeler Winston. . Senses of Cinema. 2012, (62)  [2023-08-27]. （原始内容存档于2023-10-16）.